# Wapen van Boelenslaan

Wapen van Boelenslaan

Het wapen van Boelenslaan is het dorpswapen van het Nederlandse dorp Boelenslaan, in de Friese gemeente Achtkarspelen. Het wapen werd in 1999 geregistreerd.

## Beschrijving
De blazoenering van het wapen luidt als volgt:
Kepervormig doorsneden van rood en goud, met over alles heen gekruist een steker en een oplegger met de stelen naar onderen, van het een in het ander; een groene schildvoet beladen met een zilveren roos.
De heraldische kleuren zijn: keel (rood), goud (geel), sinopel (groen) en zilver (zilver).

## Symboliek
- Steker en oplegger: verwijzing naar de vervening in het gebied.[3]
- Rood veld: staat voor de voormalige heidegebieden rond het dorp.[3]
- Geel veld: symbool voor de zandgronden rond het dorp.[3]
- Groen veld: verwijst naar de ligging in de Friese Wouden.[3]
- Witte roos: afkomstig uit het wapen van de familie Van Boelens, naamgever van het dorp.[3]

## Zie ook

Vlag van Boelenslaan